# Вацек, Мирослав
Мирослав Вацек (чеш. Miroslav Vacek; 29 августа 1935[…], Колин, Среднечешский край[…] — 31 декабря 2022, Карловы Вары) — чехословацкий военный деятель и чешский политик, в 1987—1989 — начальник Генерального штаба Чехословацкой народной армии, в 1989—1990 — министр национальной обороны ЧССР и ЧСФР. В ноябре 1989 фактически поддержал Бархатную революцию, организовал разоружение партийной милиции КПЧ. После отставки — консультант министерства обороны ЧСФР, с 1991 ушёл в запас. В 1996—1998 — депутат парламента от КПЧМ. Генерал армии (1990).

## Армейская карьера
С подросткового возраста Мирослав Вацек избрал профессию военного. В 1949 поступил в Военное училище имени Яна Жижки в Моравске-Тршебове. С 1957 служил на командных должностях в Чехословацкой народной армии (ЧНА). По военной специальности — танкист.
Окончил Военную академию в Брно (1967) и Академия Генерального штаба Вооружённых Сил СССР имени К. Е. Ворошилова (1976).
В 1976—1979 Мирослав Вацек командовал 20-й мотострелковой дивизией ЧНА. В 1979—1981 — начальник штаба, в 1981—1983 — командующий 1-й армией. В 1983—1985 — начальник штаба, в 1985—1987 — командующий Западным военным округом.
13 декабря 1987 Мирослав Вацек в звании генерал-полковника был назначен начальником Генерального штаба ЧНА и первым заместителем министра обороны ЧССР Милана Вацлавика. В этом качестве участвовал в сокращении вооружённых сил Варшавского договора в Центральной Европе — в соответствии с договорённостями между НАТО и ОВД. Формулировал новую военную доктрину ЧССР.
С 1953 Мирослав Вацек состоял в правящей Коммунистической партии Чехословакии (КПЧ). На XVII съезде КПЧ в марте 1986 утверждён кандидатом в члены ЦК КПЧ. Был избран депутатом Федерального собрания ЧССР.

## Позиция в Бархатной революции
17 ноября 1989 студенческая демонстрация в Праге положила начало антикоммунистической Бархатной революции. Среди руководителей КПЧ были сторонники силового подавления протестов (прежде всего Мирослав Штепан). На их сторону склонялся министр обороны генерал Вацлавик. Однако генерал Вацек выступил категорически против и однозначно дал понять, что армия не позволит применить оружие против демонстрантов. Тем самым вопрос был снят. Сторонники компромиссных решений (Любомир Штроугал, Ладислав Адамец, Василь Могорита, Карел Урбанек) обрели силовую опору.
Под командованием генерала Вацека армейские и полицейские части разоружили партийную милицию КПЧ, изъятое оружие было сдано на склады ЧНА. Действия Вацека в ноябре 1989 года ставятся ему в заслугу, поскольку способствовали предотвращению кровопролития.
3 декабря 1989 Мирослав Вацек был назначен министром национальной обороны ЧССР в кабинете Ладислава Адамеца. Был единственным действующим членом КПЧ, сохранившим пост в некоммунистическом правительстве Мариана Чалфы и после преобразования ЧССР в ЧСФР. Анонсировал реформы в армии, включая сокращение срока обязательной военной службы с 24 до 18 месяцев и прекращение политического контроля КПЧ над ЧНА. Важным мероприятием министра Вацека было создание института военной полиции.
В декабре 1989 объявил о начале сноса укреплений на границах с Австрией и ФРГ. Вместе с новым главой МИД Иржи Динстбиром призвал к выводу 75-тысячного советского контингента, расквартированного в Чехословакии после вторжения 1968 года. 
1 мая 1990 получил звание генерала армии.

## Отставка
Президент Вацлав Гавел положительно оценивал деятельность Мирослава Вацека, подчёркивал его профессиональную компетентность. Однако в обществе нарастали протесты против присутствия в правительстве генерала-коммуниста. Отставки Вацека требовали влиятельные политики Александр Вондра и Михаэл Жантовский. 18 октября 1990 Вацек был отстранён от должности. Его сменил известный диссидент Любош Добровский.
Некоторое время после отставки Мирослав Вацек оставался на военной службе. В декабре 1990 года, незадолго до начала войны в Персидском заливе он посетил Ирак с «миссией доброй воли» и сумел вывезти из страны чехословацких граждан, задержанных режимом Саддама Хусейна в качестве «гостей»-заложников. До конца 1991 года генерал Вацек являлся консультантом министерства обороны. 30 ноября 1991 Мирослав Вацек ушёл в запас.

## Политик и эксперт
Мирослав Вацек состоял в Коммунистической партии Чехии и Моравии (КПЧМ), в 1996—1998 был депутатом парламента Чехии. В публикациях СМИ иногда именовался «красным генералом». Считался влиятельным политиком КПЧМ. В 2012 рассматривался как потенциальный кандидат в президенты, но категорически отвергал такую возможность для себя.
В 2007 стала достоянием гласности информация о причастности Вацека к органам контрразведки, входившим в состав Службы госбезопасности StB — органа политического сыска и репрессий режима КПЧ. Вацек вынужден был дать публичные объяснения. Он признал, что занимал должности в контрразведке, но категорически отрицал роль информатора StB.
Мирослав Вацек считался в Чехии крупным военным экспертом. Он сдержанно оценивал состояние чешской армии, полагал, что контрактное комплектование не сделало её более профессиональной, нежели прежняя ЧНА, зато снизило патриотическую мотивацию. Единственной актуальной внешней угрозой для Чехии считал неконтролируемую миграцию. В то же время Вацек призывал не забывать трагический опыт 1938 года и учитывать, что крупные державы — в нынешней ситуации США и РФ — способны решать свои проблемы за счёт европейских стран, в том числе Чехии. Он не верил в надёжность американской защиты, хотя бы потому, что сильнейшая в мире армия США не нуждается в союзниках. Мирослав Вацек призывал укреплять национальные вооружённые силы.
Генерал Вацек — автор нескольких книг по военной стратегии и военно-политической истории.

## Частная жизнь
В 1997 на Мирослава Вацека было совершено нападение — неизвестный атаковал его на лестнице, когда он возвращался со встречи старых друзей. Преступление не было расследовано, мотивы его неизвестны, однако сторонники Вацека считают нападение политическим.
Созвучие фамилий последних министров обороны ЧССР иногда приводило к казусам даже в официальных контактах. Так, в 2016 министр обороны Чехии Мартин Стропницкий публично назвал генерала Вацека «генералом Вацлавиком» (Милан Вацлавик скончался за несколько лет до того).
Мирослав Вацек был женат, имел сына.